# Ernesto Augusto di Hannover (1914)
Ernesto Augusto, Principe di Hannover, Principe Ereditario di Brunswick e Lüneburg, Principe Reale di Gran Bretagna e Irlanda (in tedesco: Ernst August Georg Wilhelm Christian Ludwig Franz Joseph Nikolaus Oskar Prinz von Hannover, Erbprinz zu Braunschweig und Lüneburg, königlicher Prinz von Großbritannien und Irland; Braunschweig, 18 marzo 1914 – Pattensen, 9 dicembre 1987), è stato il capo del Casato di Hannover dal 1953 fino alla sua morte.
Era il figlio maggiore di Ernesto Augusto III, Duca di Brunswick e della principessa Vittoria Luisa di Prussia, figlia minore ed unica figlia femmina di Guglielmo II di Germania, cugino di secondo grado di Ernesto Augusto III in discesa da Giorgio III di Gran Bretagna. Dalla sua nascita fu Principe Ereditario di Brunswick (in tedesco: Ernst August, Erbprinz von Braunschweig). Fu anche insignito, poco dopo la sua nascita nel 1914, del titolo di Principe di Gran Bretagna ed Irlanda da Re Giorgio V del Regno Unito e fu erede del titolo di Duca di Cumberland e Teviotdale e Conte di Armagh. I suoi titoli britannici furono sospesi in base al Titles Deprivation Act 1917

## Biografia
Il suo battesimo nell'estate del 1914, fu l'ultimo grande raduno di sovrani europei, prima dello scoppio della prima guerra mondiale. Ebbe un illustre elenco di padrini: l'Imperatore tedesco Guglielmo II e l'Imperatrice Augusta Vittoria, suoi nonni materni; Ernesto Augusto e Thyra, Duca e Duchessa di Cumberland, suoi nonni paterni; re Giorgio V del Regno Unito, l'imperatore Francesco Giuseppe I d'Austria, lo zar Nicola II di Russia, re Ludovico III di Baviera, Federico Francesco IV, Granduca di Meclemburgo-Schwerin, il Principe Adalberto di Prussia, il Principe Oscar di Prussia, il Principe Massimiliano di Baden e il 1º Reggimento Reale bavarese di Cavalleria pesante.
Perse i suoi titoli quando il padre abdicò nel 1918 quando aveva 4 anni. Dopo la morte del padre nel 1953, divenne capo del Casato di Hannover. Era di solito titolato Sua Altezza Reale il Principe di Hannover e, talvolta, come Ernesto Augusto IV.
Oltre a quella tedesca, aveva anche la cittadinanza britannica, dopo averla rivendicata con successo in base al Sophia Naturalization Act 1705 nel caso Attorney-General Vs H.R.H. Prince Ernest Augustus of Hanover [1957] 1 All ER 49. Egli fu anche erede del titolo britannico di Duca di Cumberland e Teviotdale, sospeso secondo il Titles Deprivation Act 1917

## Matrimonio
Il 5 settembre 1951, Ernesto Augusto sposò la Principessa Ortrud di Schleswig-Holstein-Sonderburg-Glücksburg (1925–1980). Alle nozze parteciparono molte personalità regali di spicco, tra cui sua sorella, la regina Federica e suo marito re Paolo I di Grecia ed i capi delle Case Reali di Sassonia, Assia, Meclemburgo, Oldenburgo e Baden. Alla cerimonia nuziale seguì un ricevimento ad Herrenhausen, l'unica parte del palazzo degli Hannover ancora intatto (il resto era stato incendiato durante la seconda guerra mondiale).
La principessa Ortrud morì nel 1980. Ernesto Augusto si risposò nuovamente con la contessa Monika zu Solms-Laubach (1929-2015), dalla quale non ebbe discendenza.
I figli avuti dalla prima moglie sono stati:
- la principessa Marie Viktoria Luise Hertha Friederike di Hannover (26 novembre 1952), sposò il conte Michel von Hochberg, con discendenza
- il principe Ernst August V Albert Paul Otto Rupprecht Oskar Berthold Friedrich-Ferdinand Christian Ludwig, Principe di Hannover, (26 febbraio 1954), attuale Capo della Dinastia, sposò in prime nozze prima Chantal Hochuli e poi in seconde nozze la principessa Carolina di Monaco, con discendenza
- il principe Ludwig Rudolph Georg Wilhelm Philipp Friedrich Wolrad Maximilian di Hannover (21 novembre 1955 – 29 novembre  1988), sposò la contessa Isabella di Thurn e Valvassina-Como-Vercelli (1962–1988) da cui ebbe un solo figlio. Ludwig si suicidò poco dopo aver scoperto il corpo di sua moglie, che era morta per un'overdose di droga
- la principessa Olga Sophie Charlotte Anna di Hannover (1958)
- la principessa Alexandra Irene Margaretha Elisabeth Bathildis di Hannover (1959), sposò Andreas, VIII principe di Leiningen
- il principe Heinrich Julius Christian Otto Friedrich Franz Anton Günther di Hannover (29 aprile 1961), sposò Thyra von Westernhagen

## Ascendenza
|                                                                |                          |                                                             | Genitori                                                       |  |  | Nonni |  |  | Bisnonni              |  |  | Trisnonni                     |  |
|                                                                |                          |                                                             |                                                                |  |  |       |  |  | Giorgio V di Hannover |  |  | Ernesto Augusto I di Hannover |  |
|                                                                |                          |                                                             |                                                                |  |  |       |  |  | Giorgio V di Hannover |  |  | Ernesto Augusto I di Hannover |  |
|                                                                |                          | Federica di Meclemburgo-Strelitz                            |                                                                |  |  |       |  |  | Giorgio V di Hannover |  |  |                               |  |
| Ernesto Augusto, duca di Cumberland                            |                          |                                                             |                                                                |  |  |       |  |  | Giorgio V di Hannover |  |  |                               |  |
|                                                                |                          | Maria di Sassonia-Altenburg                                 | Giuseppe di Sassonia-Altenburg                                 |  |  |       |  |  |                       |  |  |                               |  |
|                                                                |                          | Maria di Sassonia-Altenburg                                 | Giuseppe di Sassonia-Altenburg                                 |  |  |       |  |  |                       |  |  |                               |  |
|                                                                |                          | Maria di Sassonia-Altenburg                                 | Amalia di Württemberg                                          |  |  |       |  |  |                       |  |  |                               |  |
| Ernesto Augusto III di Brunswick                               |                          | Maria di Sassonia-Altenburg                                 |                                                                |  |  |       |  |  |                       |  |  |                               |  |
|                                                                |                          | Cristiano IX di Danimarca                                   | Federico Guglielmo di Schleswig-Holstein-Sonderburg-Glücksburg |  |  |       |  |  |                       |  |  |                               |  |
|                                                                |                          | Cristiano IX di Danimarca                                   | Federico Guglielmo di Schleswig-Holstein-Sonderburg-Glücksburg |  |  |       |  |  |                       |  |  |                               |  |
|                                                                |                          | Cristiano IX di Danimarca                                   | Luisa Carolina d'Assia-Kassel                                  |  |  |       |  |  |                       |  |  |                               |  |
| Thyra di Danimarca                                             |                          | Cristiano IX di Danimarca                                   |                                                                |  |  |       |  |  |                       |  |  |                               |  |
|                                                                |                          | Luisa d'Assia-Kassel                                        | Guglielmo d'Assia-Kassel                                       |  |  |       |  |  |                       |  |  |                               |  |
|                                                                |                          | Luisa d'Assia-Kassel                                        | Guglielmo d'Assia-Kassel                                       |  |  |       |  |  |                       |  |  |                               |  |
|                                                                |                          | Luisa d'Assia-Kassel                                        | Luisa Carlotta di Danimarca                                    |  |  |       |  |  |                       |  |  |                               |  |
| Ernesto Augusto di Hannover                                    |                          | Luisa d'Assia-Kassel                                        |                                                                |  |  |       |  |  |                       |  |  |                               |  |
|                                                                | Federico III di Germania | Guglielmo I di Germania                                     |                                                                |  |  |       |  |  |                       |  |  |                               |  |
|                                                                | Federico III di Germania | Guglielmo I di Germania                                     |                                                                |  |  |       |  |  |                       |  |  |                               |  |
|                                                                | Federico III di Germania | Augusta di Sassonia-Weimar-Eisenach                         |                                                                |  |  |       |  |  |                       |  |  |                               |  |
| Guglielmo II di Germania                                       | Federico III di Germania |                                                             |                                                                |  |  |       |  |  |                       |  |  |                               |  |
|                                                                |                          | Vittoria di Sassonia-Coburgo-Gotha                          | Alberto di Sassonia-Coburgo-Gotha                              |  |  |       |  |  |                       |  |  |                               |  |
|                                                                |                          | Vittoria di Sassonia-Coburgo-Gotha                          | Alberto di Sassonia-Coburgo-Gotha                              |  |  |       |  |  |                       |  |  |                               |  |
|                                                                |                          | Vittoria di Sassonia-Coburgo-Gotha                          | Vittoria del Regno Unito                                       |  |  |       |  |  |                       |  |  |                               |  |
| Vittoria Luisa di Prussia                                      |                          | Vittoria di Sassonia-Coburgo-Gotha                          |                                                                |  |  |       |  |  |                       |  |  |                               |  |
|                                                                |                          | Federico VIII di Schleswig-Holstein-Sonderburg-Augustenburg | Cristiano di Schleswig-Holstein-Sonderburg-Augustenburg        |  |  |       |  |  |                       |  |  |                               |  |
|                                                                |                          | Federico VIII di Schleswig-Holstein-Sonderburg-Augustenburg | Cristiano di Schleswig-Holstein-Sonderburg-Augustenburg        |  |  |       |  |  |                       |  |  |                               |  |
|                                                                |                          | Federico VIII di Schleswig-Holstein-Sonderburg-Augustenburg | Luisa Sofia di Danneskiold-Samsøe                              |  |  |       |  |  |                       |  |  |                               |  |
| Augusta Vittoria di Schleswig-Holstein-Sonderburg-Augustenburg |                          | Federico VIII di Schleswig-Holstein-Sonderburg-Augustenburg |                                                                |  |  |       |  |  |                       |  |  |                               |  |
|                                                                |                          | Adelaide di Hohenlohe-Langenburg                            | Ernesto I di Hohenlohe-Langenburg                              |  |  |       |  |  |                       |  |  |                               |  |
|                                                                |                          | Adelaide di Hohenlohe-Langenburg                            | Ernesto I di Hohenlohe-Langenburg                              |  |  |       |  |  |                       |  |  |                               |  |
|                                                                |                          | Adelaide di Hohenlohe-Langenburg                            | Fedora di Leiningen                                            |  |  |       |  |  |                       |  |  |                               |  |
|                                                                |                          | Adelaide di Hohenlohe-Langenburg                            |                                                                |  |  |       |  |  |                       |  |  |                               |  |